# Jack the Ripper – Eine Frau jagt einen Mörder
Jack the Ripper – Eine Frau jagt einen Mörder ist ein deutscher Fernsehfilm über den Londoner Killer Jack the Ripper aus dem Jahr 2016. Der Sat.1-Fernsehfilm entstand unter der Regie von Sebastian Niemann und war mit Sonja Gerhardt, Falk Hentschel, Sabin Tambrea und Vladimir Burlakov in den Hauptrollen besetzt. Die Erstausstrahlung fand am 29. November 2016 auf dem Free-TV-Fernsehsender Sat.1 statt.

## Handlung
London 1888: Die junge Deutsche Anna Kosminski reist nach London, um dort bei ihrer Mutter und ihrem Bruder Jakob ein neues Leben anzufangen. Dort angekommen, muss sie erfahren, dass ihre Mutter gestorben ist und Jakob in einer Nervenheilanstalt sitzt und beschuldigt wird, der berüchtigte Serienmörder Jack the Ripper zu sein, der in Whitechapel etliche Frauen ermordet hat. Doch Anna ist sich sicher, dass ihr Bruder kein Mörder ist. Sie beginnt auf eigene Faust, Nachforschungen anzustellen und die Spur führt sie zum Atelier des Polizeifotografen Samuel Harris, wo ihr Bruder gelebt und gearbeitet hat. 
Samuel Harris gibt sich hilfsbereit. Anna kann in einem Zimmer des Hauses wohnen und als seine Assistentin arbeiten. Anna bleibt dem unheimlichen alten Mann gegenüber misstrauisch. Auch der ermittelnde Kommissar Frederick Abberline und Jakobs Freund David Cohen bieten ihre Hilfe an. Sie ist sich nicht sicher, wem sie wirklich trauen kann. Schon bald schwebt Anna selbst in größter Gefahr und gerät ins Visier des Serienkillers – und egal was Anna tut, Jack the Ripper scheint ihr immer einen Schritt voraus zu sein.
Anna reist nach Leeds und macht die Mutter eines Filmemachers und Freundes ihres Bruders ausfindig, um an Informationen zu kommen, doch sie wird von dieser nach einem kurzen Gespräch des Hauses verwiesen. In letzter Sekunde hält sie das Hausmädchen auf, das ebenfalls an Jakobs Unschuld glaubt. Sie geht gemeinsam mit Anna in den Keller, wo sich Filme des Filmemachers befinden, Anna findet einen Brief von Jakob. 
Plötzlich taucht die Mutter auf und behauptet, Anna sei in großer Gefahr, und sie solle sich hüten, weiter Nachforschungen anzustellen. Anna kehrt nachdenklich zurück nach London und trifft sich mit David Cohen und sieht sich alte Filmaufnahmen an. Diese beweisen, dass ihr Bruder zum Zeitpunkt der Morde in Leeds war. Als Anna wieder in ihrem Zimmer bei Mr. Harris ist, entdeckt sie durch Zufall einen zweiten Raum, hinter einer ihrer Zimmerwände, wo sich ein Loch im Boden befindet, durch welches man in das Zimmer blicken kann, in dem Jakob angeblich die Prostituierte grausam ermordet haben soll. Mr. Harris fragt sie, ob sie schon etwas heraus gefunden hätte – sie verneint. Sie geht in ihr Zimmer, durch das Loch in der Wand, wo sie Mr. Harris antrifft. 
Sie beschuldigt ihn, der Ripper zu sein und bedroht ihn mit einer Waffe, er soll zugeben, dass Jacob unschuldig ist. Er entreißt ihr die Waffe und beteuert seine Unschuld. Er sagt, er könne beweisen, dass er nicht der Ripper sei. Er war in der besagten Nacht, in der der Mord geschah, mit einem jungen Mann zusammen. Mr. Harris verdächtig einen von der Polizei. Außerdem erfährt Anna, dass Jakob Mary kannte. Anna fährt in die psychiatrische Anstalt, in der ihr Bruder untergebracht ist und stellt ihn zur Rede, weshalb er ihr verschwiegen hat, dass er Mary kannte. Er antwortet ihr darauf nicht konkret, allerdings sagt er, Mary hätte eine Tochter gehabt: Tascha Kelly, die immer bei einer Frau war, während ihre Mutter anschaffen ging. Mr. Harris geht mit Anna zu ihr, um sie zu befragen und werden von einer Bande Ganoven bedroht und verprügelt. Doch Mr. Harris hat eine Waffe und kann sich verteidigen.
Von einer Ganovin erfahren sie, dass Marys Tochter in einem Waisenhaus lebt. Anna und Mr. Harris fahren dorthin, um Tascha ausfindig zu machen. Sie wirkt sehr verstört und die Anstaltsleiterin bricht die Befragung ab, als das Kind vor Angst einnässt. Anna erfährt vorher noch, dass ein Polizist bei dem Kind war.
Anna fährt zurück nach London und stellt den Polizeipräsidenten Briggs zu Rede, der ihre Vorwürfe abstreitet. In dem Gespräch mit Anna sagt er, dass der Ripper die Ghettobewohner im Armenviertel Whitechapel dazu gebracht habe, mit der Polizei zusammenzuarbeiten. Insofern sei Jack the Ripper ein Segen für die Gesellschaft. Anna schlägt vor, Marys Tochter ins Präsidium zu holen, um eine Gegenüberstellung zu organisieren. Er stimmt zu. Anna fährt zurück mit Cohen und Abberline ins Waisenhaus, um nochmal mit Tascha zu reden, sie findet das Mädchen in einem Turm mit aufgeschnittener Kehle vor. 
Abberline rät Anna, die Stadt zu verlassen, damit sie nicht mit dem Mord an Tascha in Verbindung gebracht wird. Abberline sagt Anna, dass sie zurück zu Mr. Harris soll und mit niemandem reden darf. Anna befolgt seine Anweisungen und geht. Anna erzählt Mr. Harris von dem Mord, und er fragt sie, wer alles von Tascha wusste, Anna fährt schnellstmöglich zurück in die Anstalt zu ihrem Bruder, weil sie befürchtet, Jack the Ripper könnte ihrem Bruder etwas antun, doch sie kommt zu spät. Kurz vorher ist er von einem anonymen Polizisten ermordet worden.
Sie durchforstet sein Zimmer und findet einen Film, inklusive Kamera. Darauf ist der Mord an Mary zu sehen und Jack the Ripper höchstpersönlich: Es ist der Polizeichef Briggs. Zwischenzeitlich sucht Abberline Anna und findet Mr. Harris tot auf. Abberline wird vom Polizeichef niedergeschossen. Anna wird von Mr. Cohen überrascht und realisiert, dass er es war, der den Mord gefilmt hat. Sie droht Mr. Cohen zu verraten, sie geraten in einen Kampf, doch Anna kann ihn töten. Briggs steht hinter Anna und verletzt diese, ehe er zugibt, dass er der Ripper ist. 
Er will Anna erschießen, doch in letzter Sekunde kommt der verletzte Abberline und erschießt Briggs. Er rät Anna erneut, die Stadt zu verlassen. Niemals würde die britische Gesellschaft zugeben, dass Polizeipräsident Briggs der Ripper war. Anna verließ London noch in dieser Nacht und Abberline überlebt und wird der neue Polizeipräsident.

## Hintergrund
Der Film wurde unter dem Arbeitstitel Jack the Ripper im Mai 2016 angekündigt. Die Hauptrolle ging an Sonja Gerhardt. Die Galileo-Moderatorin Funda Vanroy ist in einer Gastrolle zu sehen. Die Dreharbeiten fanden an 27 Drehtagen zwischen dem vom 23. Mai und dem 28. Juni 2016 in Vilnius, Litauen, statt. Einige Straßen in Vilnius dienten als Kulisse für London im 19. Jahrhundert.
Der Film wurde von Medienboard Berlin-Brandenburg und FilmFernsehFonds Bayern mit insgesamt 730.000 Euro gefördert.
Im Anschluss an den Film folgte die Dokumentation Jack the Ripper – Was wirklich geschah. Einer der Hauptverdächtigen der Ripper-Forschung, Aaron Kosminski, Namensgeber für „Jakob“ Kosminski im TV-Film, wurde hier gar nicht thematisiert.

## Rezeption

### Kritiken
Der Film erhielt überwiegend gute und nur wenige schlechte Kritiken.
Thomas Schultze meinte auf Mediabiz.de: „Herausragender historischer Gruselthriller, der ein Maß an Sorgfalt und Hingabe beweist, wie man es in deutschen Produktionen selten erlebt.“
Mike Powelz urteilte in der Hörzu: „‚Jack The Ripper‘ hat alles, was ein Eventfilm braucht: eine starke Heldin, einen historischen Stoff und eine gruselig gute Geschichte, bei der man nicht weiß, wer der Mörder ist.“(Hörzu #47 vom 18. November 2016)
TV-Today schrieb: „Durch ein gekonntes Spiel mit Kontrasten – Licht und Schatten, offenem und geschlossenem Raum – gelingt es Sebastian Niemann eine düstere Atmosphäre zu schaffen, die den Zuschauer in ihrer bedrohlich kalt bis zum Schluss fesselt.“ (TV-Today Heft 24, 26. November – 9. Dezember 2016)
Allgemeine Zeitung Rhein Main wertete: „Der atmosphärisch dichte und rasante Sat.1-Thriller bezieht seine Spannung aus der Tatsache, dass praktisch jeder Mann, mit dem es Anna Kosminski in Whitechapel zu tun bekommt, der ominöse Serienkiller sein kann. Dazu kommen wohldosierte Schockmomente und überraschende Wendungen, die den Zuschauer in Atem halten.“
TVheute.at meinte: „Das historische Setting und die eindrucksvollen Bilder sorgen für atemlose Spannung bei dieser neuen Interpretation der Ereignisse rund um den wohl berühmtesten Serienmörder der Geschichte: Jack the Ripper.“
Teleschau.de schreibt: „Es ist diese Mischung aus Fiktion und historischer Treue, die den SAT.1-Film so reizvoll macht. Denn die fehlende Trennung zwischen Fakt und Erfindung war es ja schon immer, die den Mythos Jack the Ripper bis heute lebendig hielt. Vor allem aber ist ‚Jack the Ripper – Eine Frau jagt einen Mörder‘ ein überraschend aufwendig produzierter Film.“
Der Fernseh-Beobachter Rainer Tittelbach von ‘Tittelbach.tv’ urteilte folgendermaßen über den Film: „Der Nervenkitzel bleibt zu sehr in den Konventionen eines frauenaffinen Primetime-Produkts stecken. So ehrenwert der Versuch, einen historischen Thriller zu erzählen, so stereotyp sind Dramaturgie & „Heldinnenreise“. Aber auch filmästhetisch und konzeptionell wirkt das Sat-1-Movie unausgegoren.“
Timo Nöthling wertete auf Quotenmeter.de, dass sich der Film „inhaltlich verrennt“. Außerdem fand er, dass „der Film von Beginn an visuell ansprechend mit hohem Production Value einher“ kommt. Weiter meinte Nöthling, dass der „Eventfilm“ zu sehr „an seiner vorwiegend weiblichen Zielgruppe“ orientiert, „wobei die für den Stoff typische Intensität auf der Strecke bleibt“.
Alexander Kühn von Spiegel Online schrieb: „Emanzipation à la Sat.1: Der Lifestyle-Sender schickt eine junge Frau mit Kampfkunstkönnen im alten London auf die Suche nach „Jack the Ripper“. Schön schmutzige Horrorschnurre.“